# علی عبدلی
علی عبدلی (زادهٔ ۲۵ مرداد ۱۳۳۰ – درگذشتهٔ ۲۶ خرداد ۱۴۰۲) پژوهشگر، نویسنده و شاعر بود که فعالیت خود را در زمینه شناخت اقوام تات و تالش از اوایل دهه ۵۰ شمسی شروع کرد و با جدّیت ادامه داد. از این پژوهشگر و شاعر حدود بیست کتاب و ده‌ها مقاله پژوهشی در زمینه‌های زبان تاتی و تالشی، تاریخ، فرهنگ، ادبیات وقوم تالش به چاپ رسیده است. همچنین از او دو مجموعه شعر به زبانهای فارسی و تالشی و تاتی چاپ و منتشر شده است.

## کودکی و نوجوانی
علی عبدلی در ۲۵ مرداد ۱۳۳۰ در شهر تات‌زبان کلور شهرستان خلخال دیده به جهان گشود. وی دوران کودکی و نوجوانی خود را در دل کوه‌های تالش و در بین عشایر آن منطقه گذراند و از همان زمان با تهیه نشریات و کتاب‌های ادبی ومطالعه آن‌ها راه شکوفایی استعدادهای نهفته اش را به تدریج هموار کرد و بعدها باسرودن شعر و گرد آوری فرهنگ عامه، برقراری ارتباطات با مطبوعات آن زمان وارد گستره کنش‌های فرهنگی و ادبی شد.

## از رادیو تالش تا دکترای افتخاری
عبدلی در سال ۱۳۵۳ موفق شد مسئولین وقت صدا و سیمای گیلان‌را متقاعد کند که برای نخستین بارهر هفته نیم ساعت برنامه ویژه تالشان از رادیو پخش شود، به موجب‌آن توافق ضبط و پخش برنامه‌ای با نام سیری در تالش از رادیو گیلان آغاز کرد. آن برنامه تاسال ۱۳۵۷ ادامه یافت. وی در طول دهه ۶۰ باانتشارکتاب‌های فرهنگ تاتی و تالشی، تالش‌ها کیستند، تات‌ها و تالشان و ترانه‌های شمال به عنوان چهره‌ای جدید در حوزه شناخت اقوام ایران معرفی شد. علی عبدلی در سال ۱۳۷۱ به پاس پایه‌گذاری تالش‌شناسی در ایران، موفق به دریافت درجه دکترای افتخاری از آکادمی ملی جمهوری آذربایجان گردید.

## تا امروز
علی عبدلی چند ماهی پس از دریافت دکترا از آکادمی ملی جمهوری آذربایجان نخستین نشریه تالش "در دوره جدید "تحت عنوان ویژه تالش را منتشر کرد و در سال ۱۳۷۳ کتاب نظری به جامعه عشایری تالش را منتشر کرد. تاریخ کادوسها، مشاهیر تالش، چهار رساله در زمینه تاریخ و جغرافیای تالش شرکت و سخنرانی در همایش‌های نوروز در تخت جمشید و محرم در فرهنگ مردم سازمان میراث فرهنگی.
انتخاب به عنوان پژوهشگر برگزیده گیلان دیگر موفقیت او در طول دهه ۷۰ بود.
همچنین کتاب تاریخ کادوس‌ها مورد استقبال عامه مردم و بسیاری از پژوهشگران و ایرانشناسان قرار گرفت. این کتاب چند سال بعد به زبان ترکی ترجمه و در باکو منتشر شد.
در سال ۱۳۸۰ کتاب‌های فرهنگ تطبیقی تالشی - تاتی - آذری را به پیشنهاد احسان یارشاطر به رشته تحریر درآورد بعد از آن ضمن انتشار کتب دیگر در رابطه با تات و تالش در سال ۱۳۸۳ جایزه ادبی دکتر معین را دریافت کرد. در سال ۱۳۸۴ مؤسسه تالش‌شناسی را بنیان گذاشت.
مدخل قوم تالش در دائرةالمعارف بزرگ اسلامی به قلم این پژوهشگر نگاشته شده است.
عبدلی در سال ۱۳۸۷ در شانزدهمین جشنواره تولیدات مراکز صدا و سیما دیپلم افتخار بهترین پژوهشگر از سازمان صدا و سیما دریافت نمود
ضمناً ایشان در حال حاضر (۱۳۹۰ش) علاوه برداشتن صمت مدیریت مؤسسه تالش‌شناسی، عضو افتخاری آکادمی ملی جمهوری آذربایجان، عضو پیوسته بنیاد ایران‌شناسی و انجمن علمی دبیران تاریخ استان گیلان نیز هستند.
سر انجام اینکه در تاریخ ۱۲ مهر ۱۳۹۱ شورای عالی دانشگاه‌های دولتی ارمنستان مدال علمی درجه ۲ خود را به علی عبدلی اعطاء نمود.

## کتابشناسی
علی عبدلی از جمله نویسندگان پرکار غیر دانشگاهی در خصوص قوم‌نگاری تالش است. کتاب ترانه‌های شمال یک نمونه از مشارکت‌های مهم او در خصوص ادبیات فولکلور تالشی است. آثار او در زمینهٔ تاریخی اطلاعاتی ارائه می‌کنند که در مواردی لزوماً معتبر نیستند، خصوصاً دستکاری او در دوره‌های اولیه.
- اخبارنامه، لنکرانی میرزا احمد، به کوشش علی عبدلی، ویراست دوم، انتشارات وزارت امورخارجه ۱۳۸۵تهران، ۲۵۶ صفحه.

- شرح وقایع جنگهای روسیه علیه ایران در جبهه تالش.
- ادبیات تات وتالش، (ایران و جمهوری آذربایجان)، عبدلی علی، شرکت سهامی انتشار، ۱۳۸۰ تهران، ۲۳۰ صفحه.

- تاریخچه و نمونه اشعار تاتی و تالشی
- آفتاوَجار، عبدلی علی، انتشارات آرون، ۱۳۸۰ تهران، ۷۲ صفحه.

- مجموعه سروده‌های تالشی و تاتی.
- تالشی‌هاکیستند، عبدلی علی، ویراست نخست ۱۳۶۳، انتشارات دهخدای انزلی، ویراست دوم انتشارات ققنوس، ۱۳۶۹تهران، ۲۴۸ صفحه.

- مقالاتی در زمینه تاریخ، زبان، جامعه، ادبیات و بازارهای تالش.
- تاریخ کادوسها، عبدلی علی، انتشارات فکر روز، ۱۳۷۸تهران، ۳۰۸ صفحه

- تاریخ پیش از اسلام تالش (کادوس). 

جلد ترجمه ترکی کتاب تاریخ کادوس‌ها که در جمهوری آذربایجان مورد استقبال قرار گرفت.

- ترانه‌های شمال، عبدلی علی، انتشارات ققنوس، ۱۳۶۸تهران، ۳۰۲ صفحه.

- مجموعه‌ای از دو بیتی‌های عامیانه تالشی، گیلکی و مازندرانی
- چهار رساله در زمینه تاریخ وجغرافیای تالش، عبدلی علی، انتشارات گیلکان، رشت۱۳۷۸، ۲۷۲ صفحه.

- دربر گیرنده چهار رساله به نامهای: جواهرنامه لنکران، سفرنامه توالش، اشعارونامه‌های تاجماه،
- فرهنگ تاتی و تالشی، عبدلی علی، انتشارات دهخدا، ۱۳۶۳بندرانزلی، ۱۴۴ صفحه.

- واژه‌های تالشی تالشدولا و تاتی کلور خلخال.
- فرهنگ تطبیقی تالشی - تاتی - آذری دیرین، عبدلی علی، شرکت سهامی انتشار، ۱۳۸۰تهران، ۶۲۰ صفحه.

- واژه‌نامه چند لهجه تالشی و تاتی، واژه‌نامه آذری دیرین، واژه‌نامه لنکرانی، دستورزبان‌تطبیقی تالشی و تاتی و ۱۰۰ صفحه مقدمه و توضیحات و کتاب‌شناسی تالش.
- نظری به جامعه عشایری تالش، عبدلی علی، انتشارات مؤسسه اطلاعات، تهران، ۱۳۷۱، ۱۷۵ صفحه.

- بررسی وضعیت اجتماعی و اقتصادی عشایر تالش.
- نگاهی به گذشته تالش ، اسداف فریدون، ترجمه علی عبدلی، مرکز اسناد و خدمات پژوهشی، تهران، ۱۳۸۴.

- مطالبی در زمینه تاریخ تالش شمالی از دوره سده‌های میانه تا انقلاب بلشویکی.
- تاریخ تالش ، عبدلی علی، انتشارات جامعه نگر، تهران، ۱۳۸۵، ۳۷۵ صفحه.

- تاریخ تالش از زمان‌های دور تا نهضت جنگل، با نگاهی نو و انتقادی به جغرافیای تاریخی ایران باستان.
- خوراک‌های تالشی ، عبدلی علی، نشر جامعه نگر با همکاری مؤسسه تالش‌شناسی، تهران ۱۳۸۶، ۸۰ صفحه.

- خوراک‌ها، شیرینی جات، مرباها و رب‌ها، و…
- ترانه‌های مردم و نغمه‌های شادی، تألیف عیسی زاده احمد و مامئدوف نریمان، ترجمه عبدلی علی انتشارات پژوهشکده مردم‌شناسی سازمان میراث فرهنگی، تهران، ۱۳۸۶، ۱۸۰ صفحه.

- مجموعه‌ای از ملودی‌های سازی و آوازی تالسی و آذری، گرد آوری شده در تالش شمالی
- مشاهیر تالش ، عبدلی علی، ناشرمؤلف، رضوانشهر ۱۳۷۸، ۲۰۸ صفحه.

- شرح حال و نمونه آثار مشاهیر تالش ایران و جمهوری آذربایجان.
- جنگل و جنازه، عبدلی علی، ناشر مؤلف، تهران ۱۳۵۸، ۴۸صفحه.

- مجموعه‌ای از سروده‌های فارسی و تالشی در قالب‌های آزاد و نیمایی و کلاسیک.
- تالش؛ زادگاه زرتشت ، به دو زبان فارسی و انگلیسی، عبدلی علی، انتشارات انجمن تالشان مقیم تهران، ۱۳۸۵، ۴۰ صفحه.

- طرح دیدگاهی نو دربارهٔ زادگاه زرتشت و محل و زمان تبلیغ آیین او.
- تات‌های ایران و قفقاز ، عبدلی علی، ناشر انتشارات مهدی رضایی، تهران، ۱۳۸۹.

- مطالبی در زمینه تاریخ، جامعه، سرزمین و هویت تات‌ها.
- تالشان کیستند ، عبدلی علی، ناشر انتشارات جامعه نگر، تهران، ویراست سوم، ۱۳۹۱.

- ویراست سوم، با اضافات و تجدید نظر اساسی
- فهلویات باباطاهر همدانی ، عبدلی علی، ناشر انتشارات مهدی رضایی، تهران، ۱۳۹۲.

- تصحیح زبانی، ادبی وبازشناسی دوبیتی‌های باباطاهر همدانی.
- تاریخچه مطبوعات تالش، عبدلی علی،انتشارات جامعه نگر، تهران، ۱۳۹۳.

- معرفی نشریاتی که تاکنون در تالش دوسوی آستارا رود منتشر شده است.
- قصه‌ها و مثل‌های تالشی ، عبدلی علی ، انتشارات بلور، رشت، ۱۳۹۳.

- مجموعه‌ای از مثل‌ها، کنایات و افسانه‌های تالشی.
- مجموعه مقالات و اشعار نخستین کنگره شعرو ادب تالش ، عبدلی علی، انتشارات جامعه نگر، تهران، ۱۳۹۴.

- مقالات و اشعار ارائه شده در نخستین کنگره شعرو ادب تالش.
- اسطوره رنگین رازها، عبدلی علی، انتشارات جامعه نگر، تهران، ۱۳۹۷.

- مجموعه اشعار فارسی.
- ادبیات شفاهی تالش، عبدلی علی، انتشارات فرهنگ ایلیا، رشت، ۱۳۹۷

- معرفی ادبیات شفاهی قوم تالش.